# Latosculum minor
Latosculum minor là một loài tò vò trong họ Ichneumonidae.